# Sugru

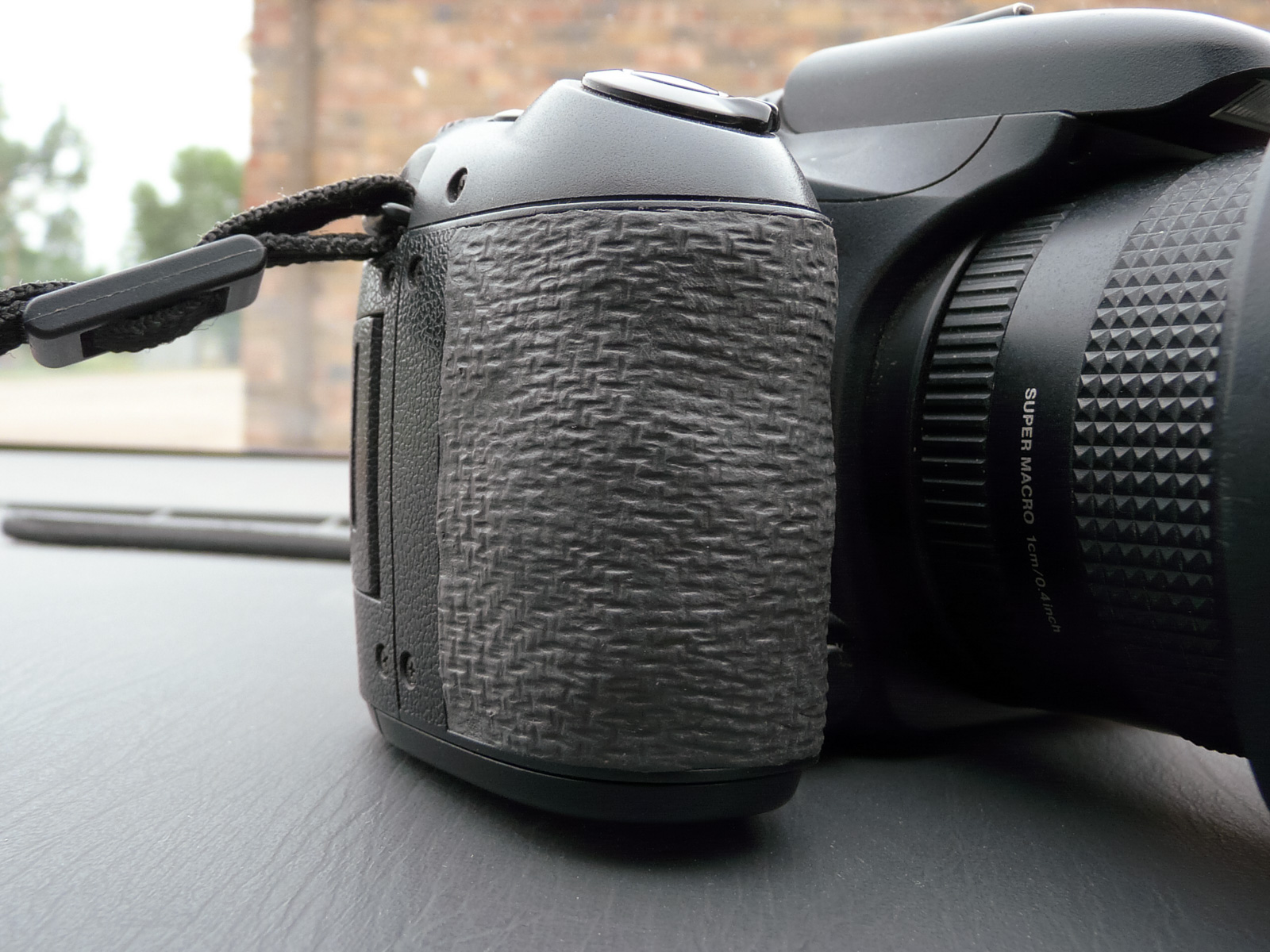
Sugru, hier zur Reparatur eines Kameragriffs

Sugru ist der Markenname eines patentierten Silikonmaterials mit einer Vielzahl von Verwendungsmöglichkeiten, wie beispielsweise Kleben, Formen, Abdichten, Isolieren und Abpolstern. Der Name Sugru leitet sich von dem irischen Wort súgradh ab, das „spielen“ bedeutet.

## Materialeigenschaften
Im Ausgangszustand hat das Material die Konsistenz von Knetmasse und kann 30 Minuten lang wie solche verarbeitet werden. Es härtet innerhalb von 24 Stunden aus und hat danach ungefähr die Konsistenz von Hartgummi, ist also formstabil und elastisch. Darüber hinaus ist das ausgehärtete Material wasserfest, temperaturbeständig (−50 °C bis +180 °C), spülmaschinenfest, ungiftig und in mehreren Farben erhältlich. Auf Grund dieser Eigenschaften zeichnet es sich durch eine große Zahl von Verwendungsmöglichkeiten aus. Die Lagerzeit des verpackten Materials beträgt laut Hersteller sechs Monate, kann aber durch kühle Lagerung verlängert werden.
Die genaue Zusammensetzung des Materials wird vom Hersteller geheim gehalten, jedoch enthält es zwei Komponenten, die als möglicherweise allergieauslösend gelten, es sollte daher nicht in die Hände von Kindern gelangen. Auch gegenüber einigen Lösungsmitteln ist Sugru unbeständig.

## Rezeption
Sugru wird von den Herstellern als Material vertrieben, mit dem ein Benutzer verschiedene Alltagsdinge verbessern kann (engl. hack things better). Es zielt daher vor allem auf private Anwender wie Heimwerker und Bastler.
Bekannt wurde Sugru durch Artikel im vor allem unter Geeks und Technik-Freaks bekannten Magazin Wired und im Technikblog BoingBoing. Mittlerweile sind auch in verschiedenen großen britischen Zeitungen Artikel über Sugru erschienen und es hat sich eine Online-Community um das Material entwickelt.
Im Jahr 2010 wurde Sugru vom amerikanischen Time-Magazin zu einer der 50 besten Erfindungen 2010 gekürt.
Die Erfinderin erhielt am 7. Juni 2018 den Europäischen Erfinderpreis in der Kategorie „Kleinere und mittlere Unternehmen“.

## Entstehung
Die Idee zu Sugru stammt von der irischen Designerin Jane Ní Dhulchaointigh. Als sie während ihres Designstudiums in London nach dem besten Modelliermaterial für ihre Arbeit suchte, stellte sie fest, dass es ein solches Material nicht gab. In insgesamt sechsjähriger Arbeit entwickelte sie gemeinsam mit den beiden Materialforschern Ian Moss und Stephen Westall das Material bis zur Serienreife und gründeten dafür das Unternehmen FormFormForm Ltd. mit Sitz in London. Im Mai 2018 wurde FormFormForm Ltd. von tesa SE übernommen.